# شبرامنت
قرية شبرامنت هي إحدى القرى التابعة لمركز أبو النمرس في محافظة الجيزة في جمهورية مصر العربية. حسب إحصاءات سنة 2006، بلغ إجمالي السكان في شبرامنت 20172 نسمة، منهم 10569 رجل و9603 امرأة.